# Desastre do trem de Nixapur
O Desastre ferroviário de Neishapur foi uma grande explosão ocorrida na vila de Khayyam, perto de Nixapur (Irã), em 18 de fevereiro de 2004. Cerca de 300 pessoas morreram, e toda a vila foi destruída quando vagões ferroviários desgovernados colidiram com a comunidade, no meio da madrugada, e explodiram. Foi o acidente ferroviário mais mortal do Irã. Permanece sem explicação como o trem estacionado se soltou e conseguiu percorrer uma distância tão longa sem maquinista ou guarda.

## Início do incidente
O incidente teve início na cidade de Nixapur, onde 51 vagões transportando enxofre, fertilizante, gasolina e algodão se soltaram de um desvio na Estação Abu Muslim, percorrendo cerca de 20 quilômetros (12 mi) até descarrilarem e rolarem por um talude, indo parar na vila de Khayyam. Nenhuma pessoa estava a bordo no momento do acidente. Equipes de resgate de cidades vizinhas chegaram para tentar salvar possíveis vítimas presas e apagar pequenos focos de incêndio nos destroços.

## Vazamento químico
As substâncias nos vagões eram altamente explosivas ou inflamáveis (embora a autoridade ferroviária iraniana não as tivesse classificado como "perigosas" antes do incidente) e vazaram após o acidente. À medida que os pequenos incêndios aumentavam, uma multidão de moradores locais, incluindo vários políticos da região e autoridades ferroviárias, se reuniu para acompanhar a operação de emergência.

## Explosão
Durante a operação de limpeza, a carga dos vagões explodiu – estima-se que a explosão tenha sido equivalente a 180 toneladas de TNT – destruindo Khayyam, causando grandes danos às cidades próximas de Eyshabad, Dehnow e Taqiabad e sendo sentida na cidade de Mashhad, a 70 quilômetros (43 mi) de distância. Toda a vila foi arrasada, e todos os serviços de emergência e autoridades locais morreram ou ficaram gravemente feridos. Os vagões e a vila continuaram queimando e explodindo por vários dias, apesar do frio intenso.

## Número de mortos
As autoridades locais identificaram 295 mortos confirmados e mais de 460 feridos, incluindo 182 socorristas e autoridades governamentais.

## Corpo de Guardiões da Revolução Islâmica
Após a explosão, tropas do Corpo de Guardiões da Revolução Islâmica foram chamadas e mantiveram a segurança, enquanto centenas de socorristas chegaram para auxiliar os feridos, procurar desaparecidos e lidar com os mortos. Cinco vilas foram descritas como "destruídas".

## Causa
Relatos iniciais de que "abalos sísmicos" teriam colocado os vagões em movimento foram posteriormente desacreditados, e a investigação ainda não esclareceu como os vagões conseguiram percorrer de Nixapur até Khayyam sozinhos, por que tantas cargas altamente inflamáveis estavam armazenadas e sendo transportadas juntas ou por que as circunstâncias do acidente não foram descobertas mais cedo, talvez a tempo de uma evacuação. Em declaração após o incidente, o ministro dos Transportes iraniano, Ahmad Khorram, afirmou que causas naturais não poderiam ter provocado o desastre e que uma investigação estava em curso para determinar se o evento se devia à incompetência ou à ação deliberada de funcionários ferroviários.